# Technische Universität Iași

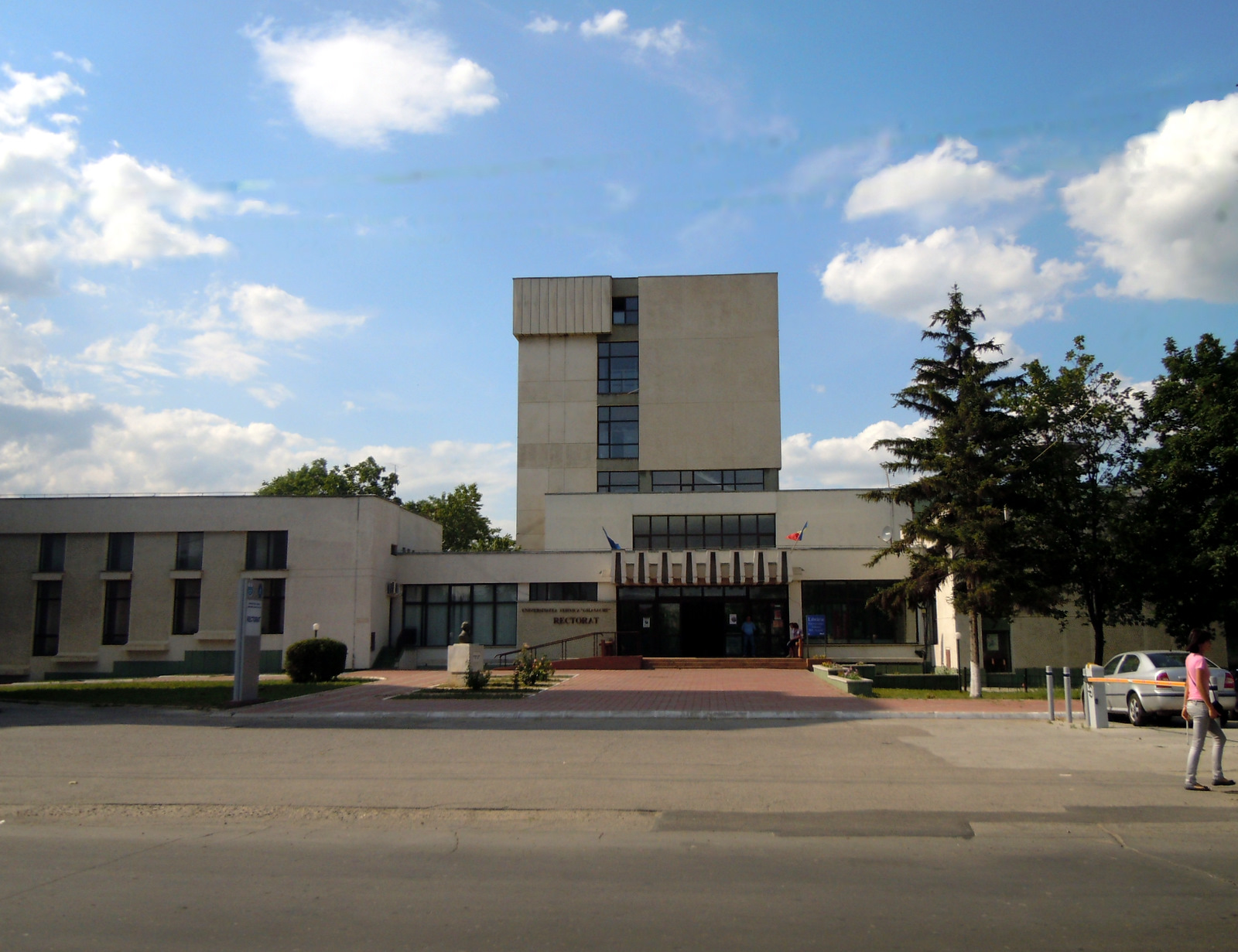
Rektorat der Technischen Universität "Gheorghe Asachi" Iași

Die Technische Universität "Gheorghe Asachi" Iaşi (rumän. Universitatea Tehnică "Gheorghe Asachi" din Iași) liegt in der rumänischen Stadt Iași und wurde nach Gheorghe Asachi benannt.

## Geschichte
Die Wurzeln der höheren Bildung in Iași reichen bis ins Mittelalter zurück. Die ersten Kerne bildeten sich im 16. Jahrhundert mit der Gründung einer Latein-Schule in Cotnari, in der Nähe von Iași und dem Colleg der Trei Ierarhi-Kirche.
1813 gründete der Gelehrte Gheorghe Asachi das erste Zentrum für technische Ausbildung in Rumänien. Das erste Angebot war ein Studiengang für Bauingenieurwesen, der später innerhalb der Michaelian Akademie (1835) und der Universität Alexandru Ioan Cuza Iași weiterentwickelt und -geführt wurde.
1937 wurde das Polytechnische Institut "Gheorghe Asachi" als selbstständige Einrichtung gegründet, in der verschiedene technische Fachgebiete vereinigt wurden.
Unter den anderen 56 Universitäten in Rumänien hat die Universität die längste Tradition auf dem Gebiet der technischen Studiengänge und genießt einen ausgezeichneten Ruf.